# North Torres Reef
North Torres Reef är ett rev i Australien.   Det ligger i Torres sund i delstaten Queensland. Närmaste större samhälle är Thursday Island, 18 km söder om North Torres Reef. 